# Barrage du bas Subansiri
 (janvier 2016).
Si vous disposez d'ouvrages ou d'articles de référence ou si vous connaissez des sites web de qualité traitant du thème abordé ici, merci de compléter l'article en donnant les références utiles à sa vérifiabilité et en les liant à la section « Notes et références ».
Le barrage du bas Subansiri est un barrage en construction entre l'Arunachal Pradesh et l'Assam en Inde sur le Subansiri. Il sera associé à une centrale hydroélectrique de 2 000 MW. Sa construction a débuté en 2007 (il est alors le plus important projet hydroélectrique d'Inde) et était toujours en cours en 2020,.

## Historique
En mars 2020, la mise en service de l'ouvrage était prévue pour 2023-2024.